# Dawid Musioł
Dawid Musioł (ur. 29 maja 1997 w Katowicach) – polski hokeista, reprezentant Polski.
Brat Jakuba (ur. 2004), także hokeisty.

## Kariera
- Naprzód Janów do lat 14 (2010/2011)
- Naprzód Janów do lat 16 (2012/2013)
- SMS I Sosnowiec (2013-2015)
- SMS II Sosnowiec (2013-2015)
  -  Naprzód Janów (2014, 2015, 2016, 2017)
  -  Naprzód Janów do lat 20 (2014/2015, 2015/2016, 2016/2017)
- SMS U20 Sosnowiec (2015-2017)
- GKS Katowice (2016-2017)
- Naprzód Janów (2017-2018)
- Cracovia (2018-2021)
  -  MKS Cracovia (2019/2020, 2020/2021)
- GKS Katowice (2021-2023)
- STS Sanok (2023-2025)
- Polonia Bytom (2025-)

Wychowanek Naprzodu Janów. Karierę rozwijał w SMS PZHL Sosnowiec. W 2016 przeszedł do GKS Katowice, a w 2017 do macierzystego Naprzodu. w 2018 związał się trzyletnim kontraktem z Cracovią. W maju 2021 ponownie trafił do GKS Katowice. Pod koniec czerwca 2023 ogłoszon jego transfer do STS Sanok. W maju 2025 został ogłoszony zawodnikiem Polonii Bytom.
W barwach reprezentacji Polski do lat 18 uczestniczył w turniejach mistrzostw świata juniorów do lat 18 edycji 2014 (Dywizja IB), 2015 (Dywizja IIA). W barwach reprezentacji Polski do lat 20 uczestniczył w turnieju mistrzostw świata juniorów do lat 20 edycji 2015, 2017 (Dywizja IB). W sezonie 2018/2019 został reprezentantem polskiej kadry seniorskiej.

## Sukcesy
Klubowe
- Srebrny medal mistrzostw Polski juniorów: 2017 z Naprzodem Janów do lat 20
- Złoty medal I ligi: 2017 z Naprzodem Janów
- Srebrny medal mistrzostw Polski: 2019, 2021 z Cracovią
- Złoty medal mistrzostw Polski: 2022, 2023 z GKS Katowice
- Superpuchar Polski: 2022 z GKS Katowice

Indywidualne
- Mistrzostwa świata do lat 18 w hokeju na lodzie mężczyzn 2014/I Dywizja:
  - Najlepszy zawodnik reprezentacji w turnieju[7]